# Cristina Rascón
Cristina Rascón (Sonora, México; 2 de marzo de 1976) es una escritora, economista y traductora literaria mexicana. Fue coordinadora Nacional de Literatura en el 2019. Con su pareja, el escritor Mauricio Molina (1959-2021) fundó y dirigió Skribalia: Escuela Global de Escritores en Línea. Tradujo y coordina http://haikukigo.com/, el primer diccionario japonés-español en línea especializado en haiku.

## Estudios
Estudió la Licenciatura en Economía en el ITESM Campus Monterrey, México y la Maestría en Política Pública en la Universidad de Osaka, Japón. Obtuvo un Diplomado en Estudios Asiáticos en la Universidad de Kansai Gaidai (Japón) y ha cursado programas como Planeación del Desarrollo por el World Bank Professionals College (Universidad de Kobe, Japón), de Política Publica Cultural (Instituto Tecnológico de Sonora-ITSON), así como seminarios de literatura y género de China, Japón, India y sudeste asiático en el Programa Universitario de Estudios sobre Asia y África (PUEAA-UNAM). Es doctorante en Literatura Hispanoamericana en la Universidad Veracruzana.

## Trayectoria
En 2004, creó y coordinó del Primer Certamen Literario de Cajeme Jiosiata Nooki, de carácter bilingüe (Español y Yaqui), proyecto de desarrollo y diversidad cultural. Ha impartido cursos de literatura japonesa y talleres de escritura creativa en diversas instituciones como la Universidad del Claustro de Sor Juana, la SOGEM, la Fundación para las Letras Mexicanas, el Banco de México, el ITESM, la Universidad Iberoamericana, así como sedes del Instituto Cervantes, universidades, embajadas e instancias culturales de diversos países.
Del 2006 a 2011, fue consultora para las Naciones Unidas en Viena, Austria, donde coordinó el Taller Literario de la Embajada de México.
Su trabajo ha sido antologado en los géneros de poesía, haiku, microrrelato y narrativa para publicaciones, lecturas y antologías en Austria, Brasil, Canadá, China, España, Estados Unidos, India, Japón, México, Perú y Venezuela. Imparte cursos de literatura japonesa y talleres de escritura creativa en México y otros países. En 2016, con su pareja, el escritor Mauricio Molina, y Carmina Jiménez, fundó Skribalia: Escuela Global de Escritores en Línea', primera escuela mexicana de escritores totalmente en línea, donde fue directora y profesora del taller de haiku y promotora activa de la apertura gratuita de Skribalia durante la cuarentena del 2020. En enero de 2019 fue nombrada Coordinadora Nacional de Literatura.Durante su gestión, creó la nueva plataforma electrónica de la CNL para participantes en los premios literarios nacionales, el Premio Bellas Artes de Literatura en Lenguas Indígenas, el Premio Bellas Artes Sonora de Minificción Edmundo Valadés, y el Diplomado de Literaturas Mexicanas en Lenguas Indígenas. 
Es miembro de la Asociación Mexicana de Exbecarios de Japón (AMEJ), de la Asociación Mexicana de Traductores Literarios (AMETLI) y del Sistema Nacional de Creadores de Arte (SNCA).

## Obras[10]

### Cuento
- La desilusión óptima del amor (Universidad Veracruzana, MÉXICO, 2023)
- Dime tu nombre (Fondo Editorial del Estado de México, MÉXICO, 2023)
- Cuentráficos Deluxe, libro digital en cinco idiomas (Iberoamérica Ebooks, ESPAÑA, 2016).
- Puede que un Sahuaro seas tú (Minilibros de Sonora, MÉXICO, 2016)
- En voz alta (Nitro/Press, MÉXICO, 2014).
- Puede que un Sahuaro seas tú (Instituto Sudcaliforniano de Cultura y FORCA, MÉXICO, 2010).
- Hanami (Tierra Adentro, MÉXICO, 2009).
- El agua está helada (Instituto Sonorense de Cultura, MÉXICO, 2006).
- Cuentráficos (Instituto Sonorense de Cultura, MÉXICO, 2006).

### Crónica literaria
- Mi patagonia (Nitro/Press, MÉXICO, 2019)

### Minificción
- Accidente (Secretaría de Cultura de la Ciudad de México, MÉXICO, 2020)
- El sonido de las hojas (Editorial Cuadrivio, MÉXICO, 2014).

### Poesía
- Reflejos, poemario de haiku (Dragón Rojo, MÉXICO, 2018).

### Literatura Infantil
- Zoológico de palabritas, haiku para niños (Andraval Ediciones/Fundación Japón, MÉXICO, 2017)

### Ensayo de divulgación
- Para entender la Economía del Arte (Nostra Ediciones, MÉXICO/ESPAÑA, 2009).

### Traducción literaria

##### Del japonés
- Amor, jazz, desnudez, viajes, una cocina a media noche y poesía selecta, Antología poética de Shuntarō Tanikawa (Dragón Rojo/Fundación Japón, MÉXICO, 2024).
- Gachiakuta 2, de la mangaka Kei Urana (Distrito Manga, MÉXICO, 2023)
- Gachiakuta 1, de la mangaka Kei Urana (Distrito Manga, MÉXICO, 2023)

- Flor del alba, de la poeta Chiyo-ni, edición trilingüe: español-japonés-náhuatl (Dragón Rojo/Protrad, MÉXICO, 2017).
- Agend´Ars, del poeta Keijiro Suga (Cuadrivio/Protrad, MÉXICO, 2015).
- Dos mil millones de años luz de soledad, del poeta Shuntaro Tanikawa (UAM, MÉXICO, 2014).
- Sin conocer el mundo, del poeta Shuntaro Tanikawa (Plan C Editores, MÉXICO, 2007).

#### Del inglés
- Collages, novela de Anaïs Nin (Cal y Arena, MÉXICO, 2018).
- Una selección de 1000 poemas japoneses de Robert Filliou (Alias editorial, MÉXICO, 2007).

## Distinciones
Premio Sonora a la Cultura y las Artes 2019.
Premio Regional de Literatura del Noroeste FORCA 2008.
Ganadora del Concurso Internacional de Cuento Breve de la Librería Mediática de Venezuela 2005.
Premio Latinoamericano de Cuento Benemérito de América 2005.
Premio Libro Sonorense 2005.